# 水桐けいと
水桐 けいと（みずきり けいと、1983年10月4日 - ）は、日本の女性声優、歌手。旧名は水霧 けいと。LOVE×TRAX所属。

## 人物
シティーハンターの再放送とBLUE SEEDを見て声優という仕事を意識し目指すようになるが、13歳に達しないと声優養成所に応募することができず、また両親には自分でしたいことは自分で稼ぎなさいと言われたものの、まだ中学生だったため断念する。中高の間は演劇部に所属。大学受験が終わった後に1つの養成所を経てエイベックスの養成所に入所、大学2年から3年の間に通っていた。2004年には高橋美紀が主催する劇団ヴア・シャルム立ち上げに参加、以降2012年まで所属した。
普通自動車免許、カラーコーディネーター検定2級のほか、一級小型船舶操縦士、特殊小型船舶操縦士などの資格を持つ。父がクルーザースクールを運営していたことが取得するきっかけという。
小さな頃の愛称は「けとぺん」。
2011年10月1日にスプラッシュドリームからスターライト・プロ（現プロダクション・ナスカ）へ移籍。その後2015年6月末日をもって退所、同7月1日よりフリーに転向。2017年1月1日よりコトリボイス所属となった。所属に伴い芸名を水霧 けいとから、水桐 けいとに改名することとした。2024年8月31日コトリボイス解散に伴いLOVE×TRAXへ移籍。自身のSNSでも報告。

## 出演
太字はメインキャラクター。

### テレビアニメ
- しまじろう ヘソカ（チャオ[13]）
- FORTUNE ARTERIAL 赤い約束（2010年、美術部部長[13]）

### 劇場アニメ
- ケンダマスター拳（2021年、エリカ）

### 一般向ゲーム
時期不明
- サウザンドメモリーズ（ヴァラ、エルミーユ）

2006年
- THEタクシー2〜運転手はやっぱり君だ!〜

2010年
- ティンクル☆くるせいだーすGoGo!（夕霧 ナナカ）
- R.U.R.U.R ル・ル・ル・ル -petit prince-（R-ダリア）
- アガレスト戦記2（ジュレ）

2011年
- 勇現会社ブレイブカンパニー（パルル）

2012年
- Princess Evangile PORTABLE（鷺澤 千帆）

2013年
- 英雄*戦姫（エンキドゥ）
- 俺の彼女のウラオモテ〜Pure Sweet Heart〜（天原 みやび）

2014年
- LOVELY QUEST -Unlimited-（仁科 綾花）

2015年
- キスアト（小鳥遊 まどか）
- トリックスター 召喚士になりたい（タマモ）
- 恋愛リベンジ（藍沢 蘭）

2017年
- ニル・アドミラリの天秤 クロユリ炎陽譚（）
- 侵攻のオトメギアス（ジェーン）

2018年
- Re:Bless（ユーディー）
- 宝石姫 JEWEL PRINCESS（トパーズ）
- 三国志ディフェンちゅ（孫権の馬）
- ミストクロニクル（イーダ）

2019年
- Dusk Diver 酉閃町（ネメア）

2022年
- Dusk Diver 2 崑崙靈動（ネメア）

2024年
- 逆転オセロニア（テレーゼ）

### アダルトゲーム
2008年
- ティンクル☆くるせいだーす（夕霧ナナカ）
- FORTUNE ARTERIAL（美術部部長[13]）
- あるすまぐな! -ARS:MAGNA-（一条 杏[13]）
- 永遠の終わりに（浅山 くるみ[13]）

2009年
- 輝光翼戦記 天空のユミナ（翠下 弓那）[13]
- タペストリー -you will meet yourself-（桜井 紗希[13]）
- ANGEL NAVIGATE（森野 陽菜子[20]）

2010年
- 輝光翼戦記 天空のユミナFD -ForeverDreams-（翠下 弓那[13]）
- 乙女恋心プリスター（セルフィ マリアン ジュリエッタ[13]）
- 乙女恋心プリスターFANDISC 〜もっとHに恋せよ乙女!〜（セルフィ マリアン ジュリエッタ[13]）
- こいらぼ（プリセット、ビルドーボ[13]）
- 主に交われば朱くなる（御神 朱音[13]）
- Soranica Ele -ソラニカ エレ-（カグヤ・ロロット・オミ・ドゥ・ラ・パトリエール[13]）
- プリズム☆ま〜じカル 〜PRISM Generations!〜（八鹿 ウメ〈プラム〉[13]）

2011年
- 輝光翼戦記 銀の刻のコロナ（翠下 弓那[21]）
- 末期、少女病 -Lyrical pop World’s end-（雲居 菜種[22]）
- Princess Evangile 〜プリンセス エヴァンジール〜（鷺澤 千帆[13]）

2012年
- ティンクル☆くるせいだーす -Passion Star Stream-（夕霧ナナカ）
- 俺の彼女のウラオモテ（天原 みやび[23]）
- 英雄*戦姫（エンキドゥ[24]）
- 創刻のアテリアル（北河 アカリ[25]）
- 妹が僕を狙ってる（須藤 美緒[26]）
- Princess Evangile 〜W Happiness〜（鷺澤 千帆[27]）
- 桜ノーリプライ（冴島 もも[28]）
- 夏色あさがおレジデンス（春日野 明[29]）
- 紅神楽（八代 祈[30]）
- LOVELY QUEST（仁科 綾花[31]）
- かみのゆ（三上 信子、圭一、郁子、斗真）

2013年
- 輝光翼戦記 銀の刻のコロナFD -Fortune Dragon's-（翠下 弓那[32]）
- しろのぴかぴかお星さま（蛇姫様）
- ラヴレッシブ（坂又 藍[33]）
- せんすいぶ!（梅枝 莉子々[34]）
- ノブレスオブルージュ（アラミス[35]）

2014年
- キスアト（小鳥遊 まどか）
- 恋する姉妹の六重奏（風浦 詩帆）
- 英雄*戦姫GOLD（エンキドゥ）[36]
- 夏恋ハイプレッシャー（巴 朱鳥）[37]
- 鏡の国のお姫様が学園生活と恋を始めました（クリアリス）[38]
- 恋愛リベンジ（藍沢 蘭）[39]
- 花嫁と魔王〜王室のハーレムは下克上〜（ユーシス・ジュデッカ・ロンギヌス）[40]

2015年
- 百五十年目の魔法使い（星置 撫子）[41]
- 剣聖機 アルファライド（翠下 弓那）
- フォーリンラブ×4tune（舞浜 琴音）

2016年
- 恋と魔法と管理人〜運命の歯車編〜（桔梗、五十鈴 珠琴）

2018年
- Re:Bless X（ユーディー）
- 宝石姫 JEWEL PRINCESS R指定（トパーズ）

### 吹き替え
- ヴァンプス-VAMPS-（2017年、ゲオルギー妻、ゴルダナ、マリカ 他）
- ダブル・ミッション 報復の銃弾（2018年）

### ドラマCD
- Dies irae Verfaulen segen（2010年、霧咲 鏡花）
- プリズム☆ま〜じカル まじかる☆ドラマCD（2010年、ウメ）
- ドラマCD 永遠のアセリア ETERNAL SKY（2014年、ロウィーン）

### ラジオ
- light station 水霧けいとのあるすまぐな!放送部（2008年）[13]
- light station 水霧けいとのNEW!あるすまぐな!放送部（2008年）
- light station Happy light Cafe（2008年 - ？）[13]
- 進め!ぼくらのシャルム号★（2010年）[13]
- パインとプラムの姫守学園裏放送部[13]
- 妹が僕を狙ってる Webラジオ（2012年、1・2回目パーソナリティー）[42]

### ラジオCD
- RADiOティンクル☆くるせいだーす vol.1、2（2007年 - 2008年）
- 恐怖と笑いの限界値（2012年）
- ラジオCD「Whirlpool & HOOKSOFT Presents うみおかける!大航海ラジオ」Vol.5（2012年12月）

### テレビ番組
- サプライズ（日本テレビ、番組用ツンデレかるた読み手[13]）

### アプリ
- ねっぱん！イージー会計（新垣さん）
- おしゃれごっこ
- 偽りのアリス（スクナ）
- ティンクルスターナイツ（夕霧ナナカ）

## ディスコグラフィ

### シングル
| 枚  | 発売日       | タイトル                 | 規格品番  | オリコン 最高位 |
| --- | ------------ | ------------------------ | --------- | --------------- |
| 1st | 2012年9月4日 | 虹色ヴォヤッジ☆          | MYU-1001  | 圈外            |
| 2nd | 2015年4月4日 | poppin’ carnival!/ヒカリ | GRFR-0010 | 圈外            |

### 配信アルバム
| 枚  | 発売日       | タイトル | 規格品番 | オリコン 最高位 |
| --- | ------------ | -------- | -------- | --------------- |
| 1st | 2020年2月8日 | REBOOTS  |          | 圈外            |

### 歌手参加楽曲
| 発売日   | 商品名                                | 歌         | 楽曲 | 備考                                              |
| 2007年   | 2007年                                | 2007年     | 2007年                                                                                                  | 2007年                                            |
| -------- | ------------------------------------- | ---------- | --- | ------------------------------------------------- |
| 8月31日  | 君が主で執事が俺で 挿入歌コレクション | 水霧けいと | 「Get up! 明日への飛翔」 「こたえはいつも」 「行け！夢ドリーム」 「Get up! 明日への飛翔（skypop ver）」 | ゲーム『君が主で執事が俺で』挿入歌                |
| 2008年   |                                       |            | |                                                   |
| 11月28日 | Ultimate A-Style2                     | 水霧けいと | 「行け！夢ドリーム（flowing down mix）」                                                                | ゲーム『君が主で執事が俺で』挿入歌arrange version |

### キャラクターソング
| 発売日   | 商品名                                                                                | 歌                                                                 | 楽曲 | 備考                                                          |
| 2008年   | 2008年                                                                                | 2008年                                                             | 2008年 | 2008年                                                        |
| -------- | ------------------------------------------------------------------------------------- | ------------------------------------------------------------------ | --- | ------------------------------------------------------------- |
| 4月25日  | ティンクル☆くるせいだーす きらきらサウンドステージ#04 ナナカ＆さっちん                | 夕霧ナナカ（水霧けいと）、高橋サチホ（下田麻美）                   | 「どんだけセブンティーン」 「Growth of mind（ナナカ＆さっちんVer.）」 | ゲーム『ティンクル☆くるせいだーすGoGo!』関連曲                |
| 2009年   |                                                                                       |                                                                    | |                                                               |
| 10月9日  | 輝光翼戦記 天空のユミナ フルボーカルアルバム「僕達の物語」                            | 水霧けいと                                                         | 「嘘つきと傷あと」 「灰かぶり姫じゃなくても」 「きいててね。」 「イン・ペイン/イン・ヴェイン」 「わがままハート」 「ぶちかませ!WAGAMAMA魂」 「灰かぶり姫じゃなくても〜ヘロヘロversion」 | ゲーム『輝光翼戦記 天空のユミナ』挿入歌                       |
| 2010年   |                                                                                       |                                                                    | |                                                               |
| 1月15日  | ANGEL NAVIGATE キャラクターイメージソングCD+ラジオCD「ぺんしる放送局 ラジオえんなび」 | 森野陽菜子（水霧けいと）                                           | 「Dream」 | PCゲーム『ANGEL NAVIGATE』関連曲                              |
| 2013年   |                                                                                       |                                                                    | |                                                               |
| 3月20日  | -桜嫁祭2013ソングコレクション- サクラノ宴                                             | 春乃櫻子（水霧けいと）                                             | 「サクラ blooming」 | 桜嫁祭公式番組『桜嫁祭ニコニコ委員会』エンディングテーマ      |
| 12月27日 | GWAVE 2013 1st Progress                                                               | 萌花ちょこ、上田朱音、かわしまりの、水霧けいと                     | 「Splash!」 | PCゲーム『せんすいぶ!』                                       |
| 2014年   |                                                                                       |                                                                    | |                                                               |
| 3月8日   | 桜嫁祭2013 桜色の恋                                                                   | 春乃櫻子（水霧けいと）、宵桜舞彩（雪村とあ）、春咲朱里（成瀬未亜） | 「桜色の恋」 | 桜嫁祭2013公式テーマソング                                    |
| 3月8日   | -桜嫁祭2014ソングコレクション- 恋ノ宴                                                 | 春乃櫻子（水霧けいと）                                             | 「Sparkling Honey!! 櫻子version」 |                                                               |
| 12月30日 | 永遠のアセリア イメージボーカルCD Raison d'etre                                       | アセリア（小倉結衣）、ロウィーン（水霧けいと）                     | 「hyperbolic」 | ドラマCD『ドラマCD 永遠のアセリア ETERNAL SKY』イメージソング |
| 12月30日 | 永遠のアセリア イメージボーカルCD Raison d'etre                                       | ロウィーン（水霧けいと）                                           | 「unnamedflowers」 | ドラマCD『ドラマCD 永遠のアセリア ETERNAL SKY』イメージソング |

## その他
- サプライズ（ツンデレカルタ読み手）[13]
- 萌えゲーアワード（司会）